# Крайслер, Уолтер Перси
Уо́лтер Пе́рси Кра́йслер (англ. Walter Percy Chrysler; 2 апреля 1875, Уомего, Канзас — 18 августа 1940, Кингс-Пойнт, Нью-Йорк) — американский автомобилестроитель, промышленник, основатель корпорации Chrysler.

## Биография
Уолтер Перси Крайслер родился 2 апреля 1875 года в городке Уомего в штате Канзас. Любовь к технике привела мальчишку в железнодорожные мастерские. Он мечтал стать механиком, но начинать пришлось с уборщика, затем ученика слесаря. В 22 года, получив сертификат квалифицированного механика, Крайслер сменил несколько железнодорожных компаний, быстро продвигаясь по карьерной лестнице. Вскоре он уже занимал пост генерального управляющего треста American Locomotive Co. И в 1908 году смог позволить себе купить автомобиль, о котором долго мечтал. А автомобиль перевернул его жизнь.
Уже в молодые годы у Крайслера кроме технического, проявился и организаторский талант. Он не был великим изобретателем, подобно Бенцу или Форду, и не стоял у истоков автомобилестроения. К тому времени, когда он начинал свою автомобильную карьеру, время изобретателей-одиночек прошло. Но он умел подобрать специалистов для решения конкретной задачи, заразить их своим энтузиазмом.
В 1912 году Крайслер стал менеджером по производству автомобилей в филиале Buick Motor компании General Motors несмотря на вдвое меньшую по сравнению с железнодорожной зарплату. Проводя реорганизацию, Крайслер за 4 года увеличил объём производства с 20 до 550 автомобилей в сутки. Уильям Дюрант, основатель и президент GM, предлагает Крайслеру пост вице-президента с окладом 500 тысяч долларов в год плюс некоторое количество акций компании.
К 1920 году Крайслер имеет не только 10 миллионов долларов на банковском счету, но и солидный опыт управленческой работы в автопроме. Но начались разногласия с Дюрантом, который уже видел в Крайслере конкурента. Так в будущем и оказалось. Уйдя из GM, Крайслер реанимирует нескольких убыточных автомобильных фирм и на их основе создаёт свою, где собирает сильнейшую в 1920-е годы команду автоконструкторов — Фреда Зедера, Оуэна Скелтона и Карла Брира. Именно эта знаменитая тройка под непосредственным руководством Крайслера создала его первую машину — модель Chrysler Six.
Новая компания продемонстрировала завидные темпы роста. Уже к концу года на неё работали почти 4 тысячи дилеров, а доходы достигли 17 млн $. Спустя три года журнал Time назвал Уолтера Крайслера «человеком года» — первым из представителей делового мира. С тех пор и до конца века Chrysler (позже прикупившая ещё три популярных бренда — Dodge, Plymouth и De Soto) вместе с Ford и General Motors неизменно оставалась одним из трех китов, на которых стояла автомобильная промышленность США.
В техническом плане компания всегда старалась хоть на полкорпуса опережать двух своих главных конкурентов — Ford и General Motors. Вот лишь некоторые пионерские разработки Chrysler — гидравлические тормоза, усилитель рулевого управления, электронный регулятор напряжения, электронная система зажигания, навигационный компьютер. Оснащение знаменитой модели 1955 года Chrysler C-300 тормозами с воздушным охлаждением и V-образным восьмицилиндровым двигателем привело к тому, что руководство популярных кольцевых автогонок NASCAR приняло решение снять «крайслер» с гонок — из-за явного преимущества в мощности. Двумя десятилетиями позже Chrysler производила лучшие в автомобильной индустрии двигатели, коробки передач и бензобаки.
Уолтер Крайслер в 1935 году ушел с поста президента своей корпорации и сосредоточился на работе над биографической книгой «Жизнь американского рабочего» (Life of an American Workman).
Скончался 18 августа 1940 года. Он похоронен на кладбище Сонная лощина в Слипи-Холлоу, Нью-Йорк.

## Хронология
Работал механиком на железной дороге, интересовался велосипедами и первыми мотоциклами, ремонтировал их.
В 1912 году Крайслер перешёл в компанию Бьюик, а уже в 1916 возглавил её, занимая пост Президента.
Ещё через три года Крайслер стал вице-президентом концерна General Motors, куда входила фирма Buick.
В 1920—1924 годах Крайслер занялся реорганизацией компаний Willys-Overland и Maxwell Chalmers.
Все эти годы Крайслер мечтал о создании собственного автомобиля, в котором он мог воплотить весь свой богатый опыт и идеи о техническом совершенстве автомобиля и комфорте. Знакомство с тремя инженерами — Фредом Зедером, Оуэном Скелтоном и Карлом Бреером помогло в реализации этих планов. На площадях освободившейся к тому времени из-за банкротства Chalmers и был собран первый автомобиль. Им стал Chrysler 70. Этот автомобиль имел бешеный успех в США. В первый же год их было продано более 32 000 штук.
Представленный в 1924 автомобиль имел гидравлические тормоза на всех четырёх колёсах и шестицилиндровый двигатель с высокой по тем временам степенью сжатия.
В 1926 был выпущен более комфортный вариант Chrysler Foyr, а потом уже и Chrysler Imperial Six.

## Книга
В 1937 вышла автобиографическая книга Крайслера «Жизнь американского рабочего».